# Mapbender
Mapbender es un sistema de información geográfica en entorno web de código abierto. Se utiliza, entre otras cosas, para la gestión de datos geográficos de infraestructuras de datos geográficos estandarizados (IDE) y como solución de geoportal. Es uno de los proyectos de la fundación Open Source Geospatial Fundation. Ha sido premiado como el sitio del mes en 2008. Es utilizado por PortalU  y varios estados federales para implementar la regulación INSPIRE. Muchas municipalidades utilizan Mapbender como el servicio de mapas de la ciudad  y es también utilizado como herramienta de servicio de mapas para planeamiento de rutas.

## Introducción
Mapbender es un software de mapeo web desarrollado con PHP y JavaScript, que utiliza una base de datos PostgreSQL con la extensión espacial PostGIS o bien, una base de datos de MySQL para el almacenamiento de datos. Es un proyecto de código abierto autorizado por GNU GPL y categorizado como software libre. Es un entorno de trabajo para servicios de datos espaciales estandarizado que utiliza formatos más comunes con las especificaciones de la OGC: OWS, WMS, WFS,GeoRSS y GML entre otros. La administración de usuarios, grupos, servicios, autentificación y autorización se almacenan como configuraciones en la base de datos del sistema.
Mapbender suele ser utilizado para visualizar editar y administrar Servicios de Mapa Web distribuidos. La modalidad de trabajo de Mapbender es la de Cliente-Servidor, ya que Mapbender consume la información geográfica que proveen servidores externos, como por ejemplo Geoserver, también parte del proyecto OSGeo.

### Interfaz de usuario
Las interfaces de usuario se crean utilizando plantillas con formularios web. Las interfaces de usuario contienen elementos (botones, mapas, anotaciones, enlaces, etc.), y a su vez cada uno tiene asociados elementos HTML, referencias a elementos PHP o bien, módulos de código Javascript almacenados en la base de datos. Los módulos básicos implementan:
- Zoom In y Zoom out
- Mover el mapa
- Clic y consulta (OGC WMS GetFeatureInfo)
- Habilitar o deshabilitar la vista de capas
- Enfoque en un lugar específico
- Obtener coordenadas de un punto (Click de ratón)
- Digitar (Añadir puntos nuevos, líneas, polígonos; esto requiere WFS transaccional)
- Cargar mapas (Con servicios OGC WMS)
- Reordenar y quitar capas del mapa
- Mostrar referencias
- Impresión
- Búsqueda
- Cálculo de distancias y áreas

### Interfaces de administración
El sistema dispone de interfaces para la administración de los diferentes módulos, haciendo que la misma sea altamente flexible y capaz de manejar multiusuarios. Mediante los módulos de administración es posible configurar los siguientes elementos:
- Usuarios
- Grupos
- Interfaces (GUI)
- Servicios WMS
- WFS y servicios WFS transaccionales
- Proxys de seguridad OWS
- Metadatos
- Logs
- Monitoreo